# Deadly Blaze
Deadly Blaze (Alternativtitel Deadly Blaze – Heißer als die Hölle oder Blaze – Stadt im Feuersturm) ist ein US-amerikanischer Katastrophenfilm von Jim Wynorski aus dem Jahr 2001 mit John Bradley, Tom Arnold, Amanda Pays und Michael Dudikoff in den Hauptrollen. In einer Nebenrolle ist Ice-T zu sehen. Er verwendet Szenen aus den Filmen Tödliche Nähe und Stadt in Flammen. Die deutsche Fassung entstand bei Deutsche Synchron, Berlin. Der Film erhielt durchgehend negative Kritiken. 

## Handlung
Der Ermittler Andrew Thomas will die Verstöße einer Ölraffinerie aufdecken, die sich neben einer Vorstadt befindet. Sein Bruder Jack ist ein Feuerwehrmann.
Jacks Ex-Freundin, die Ärztin Jennifer Lewis, nimmt in einem Krankenhaus der Stadt entgegen den Anweisungen ihrer Chefin Vivian Sims die schwangere Mindi Hunter auf, die kurz vor der Geburt steht. Der Junge Barry Christopher setzt versehentlich sein Haus in Brand. Andrews Bruder, der Feuerwehrmann Jack, rettet Barry, wird bei dem Einsatz jedoch verletzt und zusammen mit Barry und seiner Mutter Gwen ins Krankenhaus gebracht.
Auslaufendes Benzin entzündet die Raffinerie und Andrew wird bei der Explosion verletzt. Der Assistent des Raffineriemanagers Curt Peters und der Arbeiter Rick Woods bringen Andrew ins Krankenhaus. Um die Versicherungssumme zu kassieren, will der Manager der Raffinerie Wendell Mays die Anlage bis auf die Grundmauern abbrennen lassen. Er schickt Peters und Woods, ein Dokument über die Verstöße aus Andrews Büro zu holen. Peters wird bei dem Versuch getötet, die belastenden Dokumente zu entwenden.
Jennifer behandelt die zahlreichen Brandopfer im Krankenhaus, doch ihr fehlen Personal und notwendige Medikamente. Sie kommt dahinter, dass Brandstiftung zu der Katastrophe geführt hat. Als das Feuer das Krankenhaus einschließt, befiehlt der Chef der Feuerwehr Sam Davis die Evakuierung des Krankenhauses. Jack wird im Krankenhaus informiert, dass sein Bruder in einem kritischen Zustand ist. Er besucht Andrew, der sich vor seinem Tod ein letztes Mal verabschiedet. Mindi bringt erfolgreich ein Mädchen namens Hailey zur Welt. Die Evakuierung beginnt.
Jack und seine Kameraden versuchen, den außer Kontrolle geraten Brand einzudämmen und möglichst viele Menschen zu retten. Mit Hilfe des Nachrichtenkameramanns Tim Vester gelingt es Jack, die Menschen im Krankenhaus zu evakuieren. Tim und die Nachrichtenreporterin Alaina Charles werden jedoch getötet. Die anderen erreichen die Rettungseinheiten und werden in provisorische Krankenhäuser entlang eines nahe gelegenen Flusses gebracht. Jack und sein Team retten die letzten Menschen aus dem Krankenhaus, bevor eine katastrophale Explosion den gesamten Teil der Stadt zerstört. Nach der Katastrophe wird Bürgermeister Phillips für seine Beteiligung an der Explosion festgenommen und Jack trifft sich wieder mit Jennifer.